# Hilma Borelius
Hilma Johanna Ulrika Borelius född 18 december 1869 i Lunds stadsförsamling, Malmöhus län, död 28 januari 1932 i Lunds stadsförsamling, Malmöhus län, var en svensk litteraturhistoriker och rösträttskvinna. Hilma Borelius var Skandinaviens första kvinnliga docent i litteraturhistoria. Hon disputerade 1909 i ämnet estetik med litteratur- och konsthistoria vid Lunds universitet som den första disputerande kvinnan. Hon var drivande inom kvinnorörelsen.

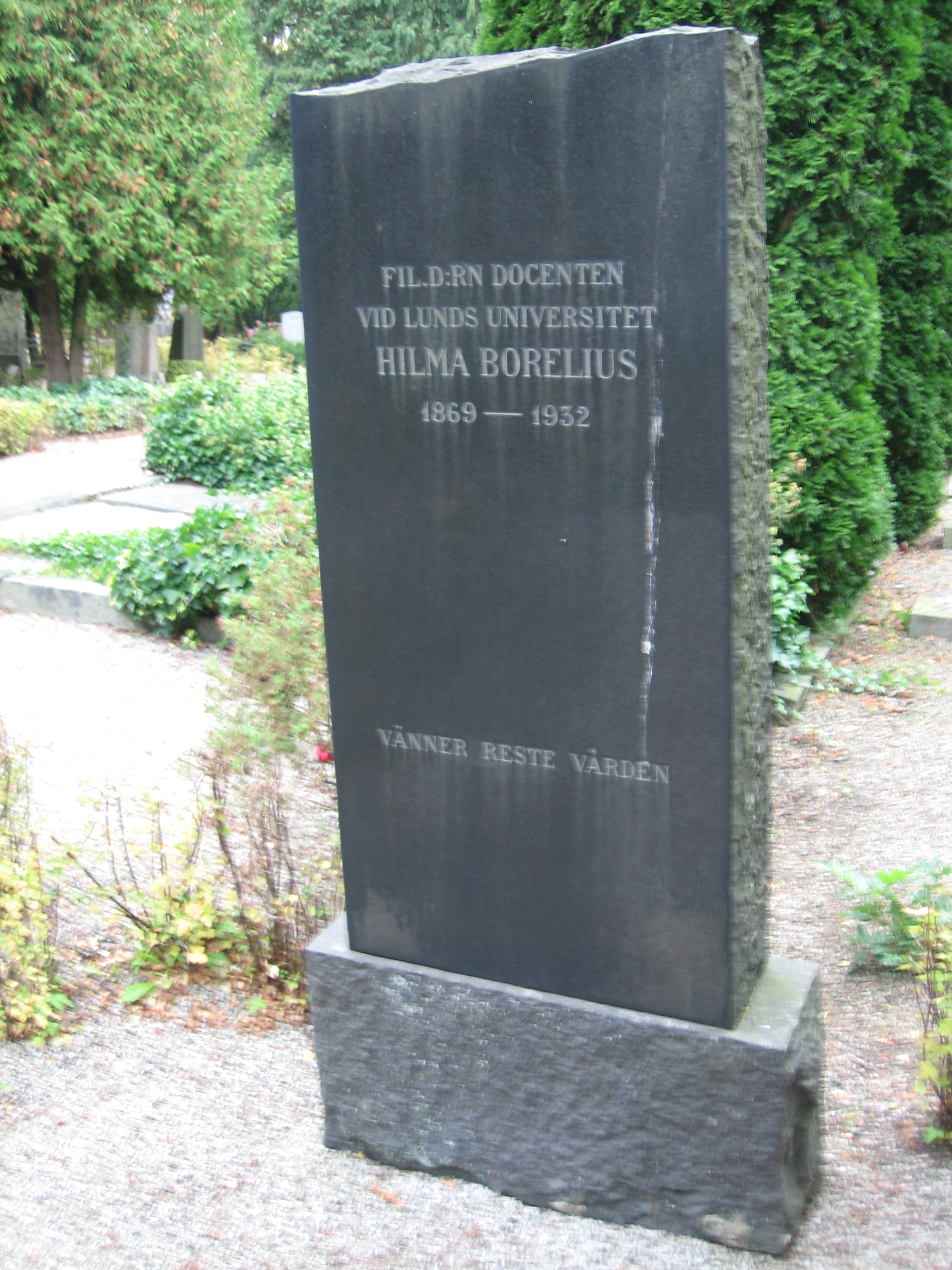
Hilma Borelius grav på Östra kyrkogården i Lund.

## Biografi

### Uppväxt
Hilma Borelius växte upp i centrala Lund. Familjen bodde på Biskopsgatan vid den så kallade "trekanten". Hilma Borelius hade tre yngre bröder, varav två dog i tidig ålder. Hennes familj och släkt bestod av akademiker och präster. Dessa personer kom att prägla hennes intresse för studier och disciplin. Hemmet var fyllt av böcker och modern Hedvig var intresserad av litteratur och kunde exempelvis tala engelska. Detta hjälptes maken av då Hedvig kunde göra översättningar till hans filosofiska texter. Hilma Borelius far Johan Jacob Borelius växte upp i Skinnskatteberg och var under den tiden en omstridd hegeliansk filosof. Han kom senare att flytta till Lund med Hedvig Borelius när han 1886 utnämndes till professor på Lunds universitet inom ämnet teoretisk filosofi. Hilma Borelius fick stundvis delta i  omtalade kollokvier tillsammans med fadern men hennes roll var dotterns och värdinnans.

### Akademisk karriär
Hilma Borelius var 12 år gammal när hon började studera på Lunds fullständiga läroverk. Efter det studerade hon privat i hemmet. År 1891, vid 22 års ålder, avlade hon mogenhetsexamen på katedralskolan. Samma år skrev hon in sig på Lunds universitet. Under första året studerade hon en förberedelsekurs inom psykologi där fadern var lärare. Hon var under den perioden den första kvinnliga eleven på universitetet. Några år senare kom hon att få sällskap av ett fåtal kvinnliga studenter. Hon tog bland annat kandidatexamen inom filosofi med elva betyg i fem ämnen.
Hilma Borelius blev filosofie kandidat 1895. Efter sin kandidatexamen gjorde hon en utlandsresa med sin mor och fortsatte sedan att studera franska vid universitetet. År 1902 blev hon filosofie licentiat och blev tilldelad titeln filosofie doktor 1910 då hon också blev den första kvinnliga docenten i litteraturhistoria i Norden samt den första kvinnliga läraren vid Lunds universitet. Hon var även tillförordnad professor i litteraturhistoria vid Lunds universitet vårterminen 1922. Det var en helt ny inbrytning inom universitetsvärlden. Efter att ha vikarierat ansökte hon om fakultetens docentstipendium, och efter många turer blev hon sedan tilldelad det. Docentstipendiet gav henne förbättrade ekonomiska förutsättningar samt en högre position inom universitetet. Under denna period var hon den enda kvinnliga professorn bland 70 docenter och professorer.
Hilma Borelius var ledamot i Vetenskapssocieteten i Lund och blev 1928 hedersledamot vid Kalmar nation i Lund.

### Kvinnorörelsen
Hilma Borelius upplevelser av universitetet beskrivs som mycket varierande. Hon kände sig överlag bekväm i föreläsningssalen. Det var däremot en särskild upplevelse att vara kvinnlig student på universitet. Hon menade att som kvinna på skolan utsattes man för ett utanförskap. Det var svårt att få kontakt med de manliga studenterna på skolan då inga praktiska uppgifter utfördes tillsammans, könen emellan. I artikeln “kvinnligt studentlif i Lund” (1921) skriver hon om sina skräckfyllda besök på universitetsbiblioteket. Eftersom det inte fanns några kvinnliga lärare och knappt en handfull kvinnliga elever på skolan var Hilma tvungen att söka stöd på andra platser. Hon tog kontakt med Uppsala kvinnliga studentförening med Lydia Wahlström som ordförande. År 1893 blev hon inbjuden till ett reformationsjubileum och for till Uppsala. Där knöt hon många kontakter men framförallt blev hon mycket inspirerad att bilda en motsvarande förening i Lund. År 1900 bildades Lunds kvinnliga studentförening och Hilma Borelius var dess första ordförande. Till en början bestod föreningen av de 24 kvinnliga studerande som fanns på universitetet. Inom föreningen hölls regelbundna föredrag om personer som inspirerade och bidrog till föreningens värderingar. Dessa föredrag publicerades senare i Fredrika Bremer-förbundets tidskrift Dagny, 1914.
Hilma Borelius medverkade under flera år i den kvinnliga rösträttsföreningen samt i Fredrika-Bremer-förbundet. I samband med detta skrev hon ett flertal artiklar för förbundets tidskrift Dagny och Bertha. I dessa skrifter uppmärksammade hon kvinnliga författare såsom Selma Lagerlöf, Madame de Stael, Anna Maria Lenngren och Victoria Benedictsson. År 1921 släpptes en populärvetenskaplig bok skriven av henne där hon går emot tidigare forskning.
Hilma Borelius avled 1932 i Lund. Sammanfattningsvis arbetade hon aktivt under sin livstid med att stärka kvinnors position på universiteten. Hon var suppleant i styrelsen för akademiskt bildade kvinnors förening. I samband med detta upprättades ett stipendium för kvinnliga studenter på Lunds Universitet. 50 år efter att hon avled kunde även män tilldelas detta stipendium. Hilma Borelius Stipendium finns ännu idag (2019) och är tillgängligt för alla studerande på universitetet. Hon var hedersledamot vid Kalmar nation och kom att testamentera sammanlagt 50 000 kronor till Lunds Universitet.